# Theodora I. von Tusculum
Theodora I. von Tusculum, auch Theodora, die Ältere genannt († nach 916), war wahrscheinlich eine Schwester des Markgrafen Aldalbert II.(Tuszien) und ab 890/91 Gattin des römischen Senators und Adelsführers Theophylakt I. von Tusculum und mit den Titeln senatrix oder vestaratrix an dessen Herrschaft in Rom beteiligt und einflussreich bei der Rückberufung Papst Sergius III. und der Wahl Johannes X. zum Papst. Sie war die Mutter der Marozia und der Theodora II. der Jüngeren.
Zeitgenössische Quellen sprechen von ihr entweder als tugendhafter Frau oder halten sie für bösartig. Einen unmäßigen Einfluss Theodoras auf das politische Geschehen bezeugt nur Liutprand von Cremona. Ein Einfluss, der über denjenigen ihres Ehemannes hinausgeht, ist nicht nachweisbar und der Vorwurf des sittenwidrigen Lebenswandels in dieser Zeit, dem saeculum obscurum, dürfte sich schwerlich nur in der Person der Theodora oder ihrer Töchter festmachen lassen. 